# اسلم (فیلم ۲۰۱۸)
اسلم (به انگلیسی: Slam) یک فیلم بلند استرالیایی است که به نویسندگی و کارگردانی پارتو سن-گوپتا ساخته شده است.
این فیلم یک همکاری مشترک بین استرالیا و فرانسه با بودجه ای از مرکز ملی سینماتوگرافی و تصویر متحرک فرانسه و سرمایه گذاران خصوصی است.

## بازیگران
- آدام بکری در نقش ریکی ناصر
- ریچل بلیک در نقش جوآن هندریکس
- ربکا بریدز در نقش سالی مک لری-ناصر
- دارینا الجوندی در نقش رعنا ناصر
- دانیل هوروات در نقش آمنه ناصر
- ابی عزیز در نقش هانان فور
- دامیان هیل در نقش شین
- راسل دایکسترا در نقش کوستاکیدیس